# Digenita
La digenita es un sulfuro de cobre, mineral perteneciente a la clase de los sulfuros. Fue caracterizada como un mineral independiente por August Breithaupt,  que en 1844 le dio ese nombre, derivado del griego  διγενηζ, digenus, de dos orígenes, ya que es muy semejante a la calcosina y a la covellina, que se confundían con ella. Los ejemplares procedían de un yacimiento de sulfuros de cobre en pizarras en Sangerhausen, Mansfeld-Südharz, Sajonia-Anhalt (Alemania), que  se considera la localidad tipo.

## Propiedades físicas y químicas
La digenita forma habitualmente masas de color gris o negro, originalmente con brillo metálico en la fractura, pero cuya superficie se altera con rapidez. En muchos yacimientos se ha alterado para formar calcosina. Se conocen tres polimorfos de la digenita, cuya estabilidad depende de la temperatura. Químicamente es un sulfuro de cobre, pero contiene siempre algo de hierro, elemento que hace que sea estable a temperatura ambiente. Los cristales de digenita son poco frecuentes, y suelen ser irregulares. Los mejores ejemplares proceden de la mina Leonard, en el distrito minero de Butte, condado de Silver Bow, Montana (USA). Forma intercrecimientos ordenados con la djurleíta, y existe una serie completa de disoluciones sólidas entre este mineral y la berzelianita, que es el seleniuro de cobre.

## Yacimientos
Se encuentra en distintos tipos de yacimientos, hidrotermales, máficos, exhalativos y en pegmatitas. Es un mineral conocido en muchos centenares de yacimientos, como mineral primario o secundario, formado por la alteración de otros sulfuros de cobre . En Argentina es un mineral frecuente en el yacimiento de Bajo de la Alumbrera, distrito minero de  Agua de Dionisio,  Farallón Negro,  Belén (Catamarca).